# Mohamed Fares
Mohamed Salim Fares (Aubervilliers, Francia, 15 de febrero de 1996), más conocido como Mohamed Fares, es un futbolista argelino que juega de defensa en el Panserraikos de la Superliga de Grecia. Es internacional con la selección de fútbol de Argelia.

## Trayectoria
Debutó como profesional en 2014 con el Hellas Verona, que lo fichó del Girondins de Burdeos cuando se encontraba en su etapa juvenil.
Debutó con el Hellas en un partido de la Serie A frente al Udinese Calcio el 14 de diciembre de 2014.
El 18 de junio de 2018 fichó por la S. P. A. L. 2013, también de la Serie A, en calidad de cedido hasta final de temporada. Tras la cesión fue adquirido en propiedad a cambio de 2,7 millones de euros.
El 1 de octubre de 2020 se hizo oficial su incorporación a la S. S. Lazio. La temporada siguiente fue cedido al Genoa C. F. C., cancelándose la cesión a mitad de la misma para irse al Torino F. C.

## Clubes
| Club                      | País   | Año       |
| ------------------------- | ------ | --------- |
| Hellas Verona             | Italia | 2014-2019 |
| S. P. A. L. 2013 (cedido) | Italia | 2018-2019 |
| S. P. A. L.               | Italia | 2019-2020 |
| S. S. Lazio               | Italia | 2020-     |
| Genoa C. F. C. (cedido)   | Italia | 2021-2022 |
| Torino F. C. (cedido)     | Italia | 2022      |
| Brescia Calcio (cedido)   | Italia | 2023-2024 |
| Panserraikos (cedido)     | Grecia | 2024-     |

## Palmarés

### Títulos internacionales
| Título                    | Club (*)             | País   | Año  |
| ------------------------- | -------------------- | ------ | ---- |
| Copa Africana de Naciones | Selección de Argelia | Egipto | 2019 |

(*) Incluyendo la selección.